# Rudňa (město)
Rudňa (rusky Рудня) je město ve Smolenské oblasti v Ruské federaci. Při sčítání lidu v roce 2010 měla přes deset tisíc obyvatel.

## Poloha a doprava
Rudňa leží na Vitebské vysočině na říčce Malé Berezině, levém přítoku Bereziny v povodí Dněpru. Od Smolenska, správního střediska oblasti, je vzdálena přibližně sedmdesát kilometrů severozápadně.
Přes město prochází železniční trať ze Smolenska přes Vitebsk do Polocku.

## Dějiny
První zmínka o Rudni je z roku 1363. Od roku 1926 je Rudňa městem.
Za druhé světové války byla Rudňa 14. července 1941 obsazena německou armádou a jednotky Kalininského frontu Rudé armády ji dobyly zpět 29. září 1943.